# Talpanas lippa
La talpanatra (Talpanas lippa) è un uccello estinto, appartenente agli anseriformi. Visse circa 6.000 anni fa e i suoi resti sono stati ritrovati nelle isole Hawaii. 

## Descrizione
Questo animale era molto diverso dalle attuali anatre. I tarsometatarsi (le ossa delle zampe inferiori), ad esempio, erano corti e robusti, in netto contrasto con quelli delle specie odierne. Inoltre la scatola cranica era bassa e ampia rispetto alla lunghezza. Ma la caratteristica più insolita di Talpanas era data dalle orbite estremamente piccole, così come erano piccoli anche i forami ottici (fori nel cranio attraverso i quali passano i nervi ottici, dagli occhi al cervello). Queste caratteristiche combinate insieme indicano che Talpanas doveva possedere occhi e nervi ottici piuttosto ridotti, ed è quindi probabile che questa specie fosse quasi cieca e incapace di volare. Tuttavia, i forami maxillo-mandibolari (fori attraverso i quali passa il nervo trigemino) erano estremamente grandi, e ciò indicherebbe che i nervi che vi passavano attraverso erano insolitamente grandi.

## Classificazione
I resti di Talpanas lippa sono stati descritti per la prima volta nel 2009, e provengono dall'isola di Kauai, nell'arcipelago delle Hawaii. I resti, rinvenuti nella cava di Makauwahi (Maha'ulepu), risalirebbero a circa 6.000 anni fa. Benché insoliti, questi resti subfossili sono stati indicati come appartenenti al gruppo degli anseriformi, che attualmente comprende numerose specie di oche, anatre e cigni. Il nome generico Talpanas deriva da due parole latine e greche e significa "talpa - anatra", con riferimento ai piccoli occhi di questo animale; l'epiteto specifico, lippa, deriva da una parola latina che significa "quasi cieca". L'olotipo, un cranio parziale, è conservato allo Smithsonian Institution con il numero di catalogo USNM 535683.

## Paleoecologia
Gli studiosi, autori della prima descrizione, ritengono che Talpanas fosse un'anatra cieca, o quasi cieca, che si affidava a stimoli tattili e olfattivi (i sensi del tatto e dell'olfatto) grazie al suo becco, per esplorare i dintorni, in assenza di una buona vista. Talpanas lippa era probabilmente un animale terrestre e notturno, il cui stile di vita doveva richiamare quello dell'odierno kiwi della Nuova Zelanda: come quest'ultimo, anche Talpanas probabilmente predava piccoli invertebrati che scovava nel terreno umido delle foreste.